# Adrien Louvois

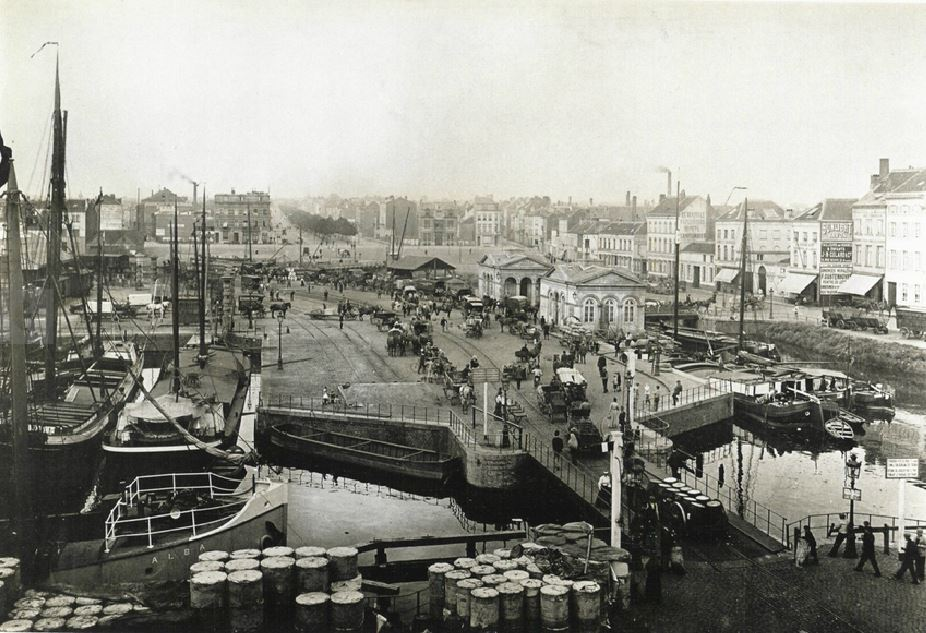
Oeverpoort en omgeving, 1899

Adrien Louvois (Brussel, 24 maart 1851 - Sint-Joost-ten-Node, 7 september 1930) was een Belgisch fotograaf. Hij was een schilder-decorateur die vanaf 1879 achtereenvolgende fotostudio's had op een viertal adressen in Brussel en Sint-Joost-ten-Node. Ook zijn vrouw Léontine De Buck (1856-1903) was fotografe. Louvois maakte in 1899 een reeks foto's van het Canal de Bruxelles au Rupel, in collotype.